# Новопокровка (Партизанский район)
Новопокровка— деревня в Партизанском районе Красноярского края в составе Вершино-Рыбинского сельсовета.

## География
Находится примерно в 11 километрах по прямой на юг от районного центра села Партизанское.

## Климат
Климат умеренно холодный, континентальный. Вегетационный период продолжается, в среднем, 135 дней-148 дней, а безморозный в среднем 96 дней, с колебаниями в отдельные годы от 105 до 79 дней. Устойчивый снежный покров лежит более пяти месяцев (в среднем с первой декады ноября до конца апреля). Средняя высота снежного покрова под пологом составляет 56 см, на открытых участках — 19 см. Среднегодовое количество осадков 375 мм. Средняя температура воздуха за год −0,9°С.

## Население
Постоянное население составляло 193 человек в 2002 году (95 % русские), 149 в 2010.

## Инфраструктура
Остановка поезда Илей на железнодорожной линии Абакан-Тайшет.